# Achraf Dari
Achraf Dari (Casablanca, 6 mei 1998) is een Marokkaans voetballer die doorgaans als verdediger speelt. Hij verruilde Stade Brest in 2024 voor Al-Ahly. Dari debuteerde in 2022 voor het Marokkaans voetbalelftal.

## Clubcarrière
Dari doorliep de jeugdopleiding van Wydad Casablanca. Hij maakte op 9 mei 2018, in de laatste speelronde, zijn debuut in de Botola Pro. In het seizoen 2018/19 speelde Dari 26 wedstrijden in de Botola Pro, waarin hij vier keer scoorde. Hij werd dat seizoen kampioen met zijn club. Op 15 december 2018 maakte hij tegen ASC Diaraf zijn debuut in de CAF Champions League.
Na vier succesvolle jaren waarin hij met Wydad Casablanca drie keer landskampioen werd en één keer de CAF Champions League en CAF Supercup wist te winnen, tekende Dari op 29 juli 2022 een vierjarig contract bij het Franse Stade Brest. 

## Clubstatistieken
| Seizoen     | Club             | Competitie  | Competitie | Competitie | Beker | Beker | Internationaal | Internationaal | Totaal | Totaal |
| Seizoen     | Club             | Competitie  | Wed.       | Dlp.       | Wed.  | Dlp.  | Wed.           | Dlp.           | Wed.   | Dlp.   |
| ----------- | ---------------- | ----------- | ---------- | ---------- | ----- | ----- | -------------- | -------------- | ------ | ------ |
| 2017/18     | Wydad Casablanca | Botola Pro  | 3          | 0          | -     | -     | -              | -              | 3      | 0      |
| 2018/19     | Wydad Casablanca | Botola Pro  | 26         | 4          | 3     | 0     | 13             | 0              | 42     | 4      |
| 2019/20     | Wydad Casablanca | Botola Pro  | 9          | 0          | 1     | 0     | 4              | 0              | 14     | 0      |
| 2020/21     | Wydad Casablanca | Botola Pro  | 26         | 3          | 4     | 0     | 10             | 0              | 40     | 3      |
| 2021/22     | Wydad Casablanca | Botola Pro  | 26         | 2          | 2     | 0     | 12             | 3              | 40     | 5      |
| Club totaal | Club totaal      | Club totaal | 90         | 8          | 10    | 0     | 39             | 3              | 139    | 11     |
| 2022/23     | Stade Brest      | Ligue 1     | 2          | 1          | 0     | 0     | -              | -              | 2      | 1      |
| Club totaal | Club totaal      | Club totaal | 1          | 0          | 0     | 0     | 0              | 0              | 2      | 1      |

## Interlandcarrière
Dari doorliep meerdere nationale jeugdelftallen van Marokko. Hij werd in oktober 2018 voor het eerst geselecteerd voor het Marokkaans voetbalelftal.
Dari debuteerde op 13 juni 2022 voor De leeuwen van de Atlas in een met 2-0 gewonnen Afrika Cup kwalificatiewedstrijd tegen Liberia.

## Erelijst
Wydad Casablanca
- Botola Pro

2018/19, 2020/21, 2021/22
- CAF Champions League

2021/22
- CAF Super Cup

2018